# Stazione meteorologica di Capo Pertusato

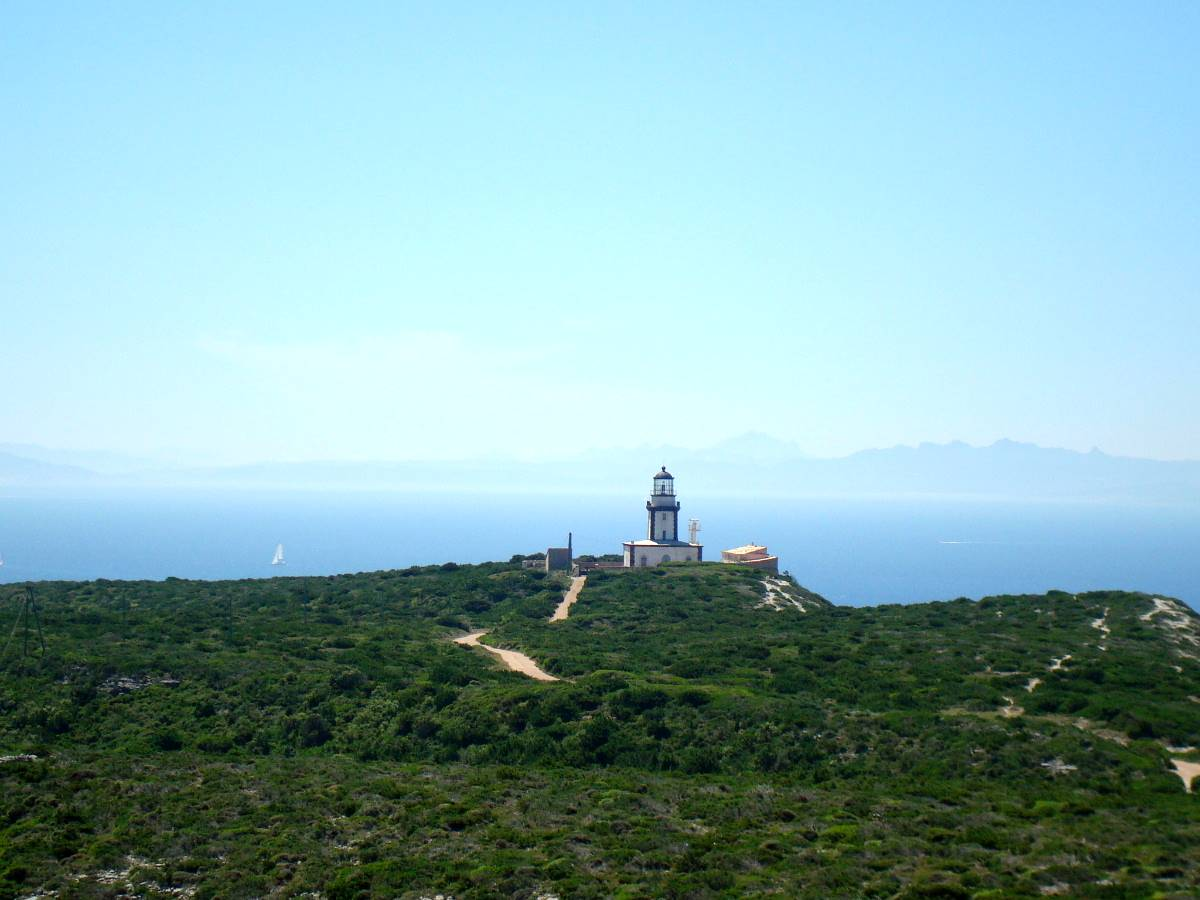
Veduta panoramica del faro di Capo Pertusaro, presso il quale è ubicata l'omonima stazione meteorologica.

La stazione meteorologica di Capo Pertusato (in francese: Station météorologique de Cap-Pertusato, in corso: Statzioni meteurologhjca di Capu Partusatu) è la stazione meteorologica di riferimento per l'Organizzazione Mondiale della Meteorologia relativa all'omonima località costiera lungo la costa meridionale della Corsica, nei pressi della città di Bonifacio. 

## Coordinate geografiche
La stazione meteo si trova in Corsica, presso il faro di Capo Pertusato, nei pressi della città di Bonifacio, a un'altezza di 116 metri s.l.m. e alle coordinate geografiche 41°22′01″N 9°10′01″E.

## Dati climatologici 1981-2010
In base alla media trentennale 1981-2010, effettivamente calcolata a partire dal 1982, la temperatura media del mese più freddo, febbraio, si attesta a +10,2 °C; quella del mese più caldo, agosto, è di circa +24,3 °C. Mediamente si contano annualmente 12 giorni con temperatura massima eguale o superiore ai 30 °C e 0,4 giorni di gelo.
Le precipitazioni medie annue sono di 603,2 mm, mediamente distribuite in 71 giorni di pioggia, con un picco in autunno ed un minimo tra metà primavera ed inizio autunno, molto accentuato nella stagione estiva.
| Capo Pertusato (1981-2010)      | Mesi | Mesi | Mesi | Mesi | Mesi | Mesi | Mesi | Mesi | Mesi | Mesi | Mesi | Mesi | Stagioni | Stagioni | Stagioni | Stagioni | Anno  |
| Capo Pertusato (1981-2010)      | Gen  | Feb  | Mar  | Apr  | Mag  | Giu  | Lug  | Ago  | Set  | Ott  | Nov  | Dic  | Inv      | Pri      | Est      | Aut      | Anno  |
| ------------------------------- | ---- | ---- | ---- | ---- | ---- | ---- | ---- | ---- | ---- | ---- | ---- | ---- | -------- | -------- | -------- | -------- | ----- |
| T. max. media (°C)              | 12,7 | 12,6 | 14,0 | 16,1 | 19,9 | 23,3 | 26,8 | 27,2 | 24,4 | 21,0 | 16,7 | 13,7 | 13,0     | 16,7     | 25,8     | 20,7     | 19,0  |
| T. min. media (°C)              | 8,2  | 7,8  | 9,1  | 10,8 | 14,3 | 17,6 | 20,7 | 21,3 | 18,7 | 15,8 | 12,1 | 9,3  | 8,4      | 11,4     | 19,9     | 15,5     | 13,8  |
| Giorni di calura (Tmax ≥ 30 °C) | 0    | 0    | 0    | 0    | 0,2  | 1,0  | 5,0  | 5,3  | 0,5  | 0,0  | 0,0  | 0,0  | 0,0      | 0,2      | 11,3     | 0,5      | 12,0  |
| Giorni di gelo (Tmin ≤ 0 °C)    | 0,2  | 0,2  | 0,0  | 0,0  | 0,0  | 0,0  | 0,0  | 0,0  | 0,0  | 0,0  | 0,0  | 0,0  | 0,4      | 0,0      | 0,0      | 0,0      | 0,4   |
| Precipitazioni (mm)             | 56,2 | 43,7 | 49,7 | 54,0 | 51,1 | 20,0 | 7,5  | 11,1 | 62,6 | 84,1 | 90,4 | 72,8 | 172,7    | 154,8    | 38,6     | 237,1    | 603,2 |
| Giorni di pioggia               | 7    | 7    | 7    | 7    | 5    | 3    | 1    | 2    | 5    | 8    | 10   | 9    | 23       | 19       | 6        | 23       | 71    |

## Temperature estreme mensili dal 1894 ad oggi
Nella tabella sottostante sono riportate le temperature massime e minime assolute mensili, stagionali ed annuali dal 1894 ad oggi, con il relativo anno in cui queste sono state registrate. La massima assoluta del periodo esaminato di +40,0 °C è del luglio 1905, mentre la minima assoluta di -4,2 °C è del gennaio 1963.
| Capo Pertusato (1894-2023) | Mesi        | Mesi        | Mesi        | Mesi        | Mesi        | Mesi        | Mesi        | Mesi        | Mesi        | Mesi        | Mesi        | Mesi        | Stagioni | Stagioni | Stagioni | Stagioni | Anno |
| Capo Pertusato (1894-2023) | Gen         | Feb         | Mar         | Apr         | Mag         | Giu         | Lug         | Ago         | Set         | Ott         | Nov         | Dic         | Inv      | Pri      | Est      | Aut      | Anno |
| -------------------------- | ----------- | ----------- | ----------- | ----------- | ----------- | ----------- | ----------- | ----------- | ----------- | ----------- | ----------- | ----------- | -------- | -------- | -------- | -------- | ---- |
| T. max. assoluta (°C)      | 22,8 (1931) | 23,4 (1926) | 26,0 (1926) | 26,4 (1935) | 33,4 (2009) | 35,8 (1900) | 40,0 (1905) | 39,1 (2017) | 34,8 (1894) | 31,0 (1899) | 26,4 (1927) | 21,2 (1989) | 23,4     | 33,4     | 40,0     | 34,8     | 40,0 |
| T. min. assoluta (°C)      | −4,2 (1963) | −3,6 (1895) | −2,0 (1971) | 2,0 (1940)  | 5,0 (1906)  | 10,0 (2006) | 11,4 (1938) | 11,2 (1939) | 8,6 (1936)  | 4,0 (1905)  | 1,2 (1919)  | −1,0 (1931) | −4,2     | −2,0     | 10,0     | 1,2      | −4,2 |